# Anda naturreservat
Anda naturreservat er et naturreservat og ramsarområde på øen Anda i Øksnes kommune i Nordland fylke i Norge. Reservatet blev oprettet for at «varetage et værdifuldt kystområde, med det naturligt tilknyttede plante- og dyreliv. Speciel værdi er knyttet til områdets betydning som yngleområde for en række fuglefjeldsarter (alkefugle) og andre havfuglearter».
Området ligger ca. 5 km nord for nordspidsen af Langøya og vest for Andøya, og omfatter øen Anda, med Anda fyr, og nogle småskær. Naturreservatet er på 52,5 hektar, hvoraf 35,9 ha er havareal. Området er beskyttet for at bevare et fuglefjeld af national værdi, med lundefugle, alke og rider. Endvidere yngler også topskarv, gråmåge, svartbag og tejst i stort tal. 